# Гідрогеологія Польщі
Велика частина території Польщі знаходиться в межах Німецько-Польського артезіанського басейну
Основні ресурси прісних вод формуються переважно в алювіальних відкладах Вісли, Одри і інших великих рік, а також у флювіогляціальних відкладах плейстоцену і теригенних утвореннях пліоцен-плейстоцену. Глибина залягання води алювіального горизонту 0,5-5 м. Води ґрунтові, місцями слабонапірні. Дебіти водопунктів 0,5-8,0(15) л/с. Води прісні, НСО3--Са2+ складу з ділянками засолення вздовж узбережжя. Водоносний комплекс флювіогляціальних відкладів поширений на значних площах і має важливе господарське значення. Дебіти колодязів і свердловин 1,5-3,0 л/с, при максимальних значеннях 20 л/с. Води прісні або слабкосолоні. Водоносні горизонти теригенних і карбонатних утворень мають сумарну потужність від 150 до 1300 м. Водопритоки в свердловинах від десятих часток до 8-15 л/с.
Нижче по всьому осадовому розрізу розвинені розсоли високої концентрації з пластовими температурами до 70-100 °C, метанові за газовим складом, з високим вмістом Br, J, F і інш. мікрокомпонентів.
На території Польщі поширені значні ресурси термомінеральних вод різного генезису, газового і хімічного складу, часто з високою т-рою, які використовуються в бальнеології (Вєлічка, Іновроцлав, Камень-Поморскі, Колобжег і інш.).